# Vámosgálfalva község
Vámosgálfalva község (románul: Comuna Gănești) község Maros megyében, Romániában. Központja Vámosgálfalva, beosztott falvai Erdőalja, Küküllőpócsfalva, Szőkefalva.

## Népessége
A 2011-es népszámlálás adatai alapján a község népessége 3573 fő volt.